# DJ Kool Herc
DJ Kool Herc, pseudonimo di Clive Campbell (Kingston, 16 aprile 1955), è un musicista, disc jockey e produttore discografico giamaicano naturalizzato statunitense, considerato il padre della musica hip hop e dell'omonima cultura negli anni settanta.

## Biografia

### 1520 Sedgwick Avenue

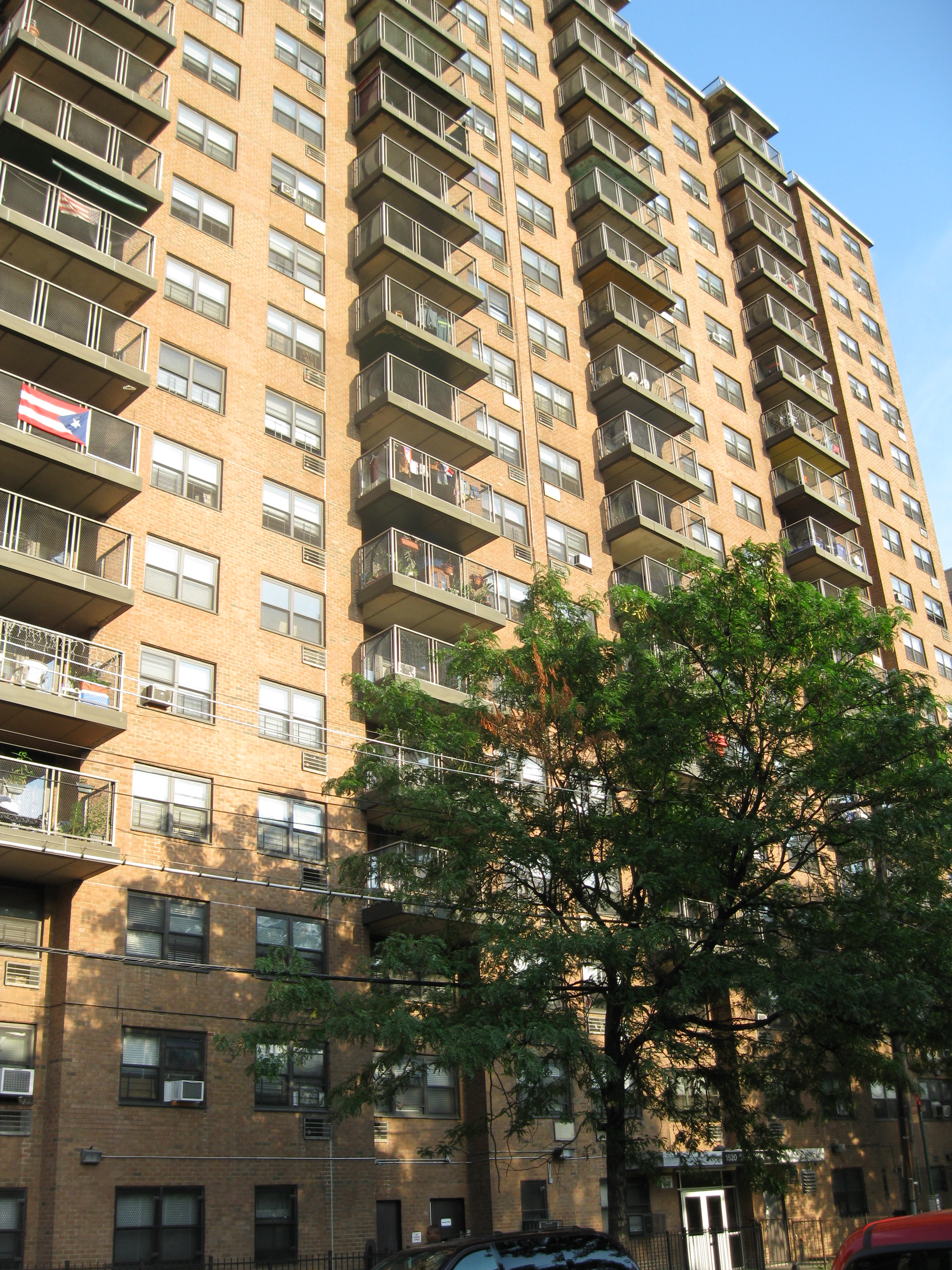
1520 Sedgwick Ave., dove Herc organizzò le sue prime feste.

Clive Campbell era il primo dei sei figli di Keith e Nettie Campbell a Kingston, Giamaica. Crescendo ha visto e sentito i sound system delle feste di quartiere chiamati dancehalls, e i discorsi di accompagnamento dei loro dj, conosciuti come "toasting". Si trasferisce nel Bronx, a New York nel novembre 1967, un periodo di forti cambiamenti e tensioni sociali in quello che, una volta, era un quartiere residenziale della piccola e media borghesia bianca. La costruzione dell'autostrada urbana nota come Cross Bronx Expressway (iniziata nel 1948 e finita nel 1972) causa migliaia di sfollamenti nel Bronx e porta alla cosiddetta "fuga dei bianchi", spinti a trasferirsi altrove dal crollo del valore delle proprietà immobiliari dovuto al procedere dei lavori. Robert Caro, nel suo libro The Power Broker scrive: "Il tracciato della grande autostrada attraversava 113 strade, avenue e boulevard, centinaia di condotte fognarie, idriche e di servizi, un’autostrada e tre ferrovie, cinque linee sopraelevate della metropolitana e altre sette superstrade, alcune delle quali costruite in quello stesso periodo da Moses".
Molti arrivarono a incendiare le proprietà nel tentativo di ottenere dalle compagnie di assicurazione quanto avevano perso sul mercato immobiliare, contribuendo in questo modo al diffondersi di ulteriore degrado nel quartiere e spingendo altri ad andarsene.
Nel 1968 era ormai emersa una nuova cultura giovanile basata sull'appartenenza a gang di strada e sulla violenza. Nel 1973 la crescente illegalità si era diffusa in numerose parti del Bronx.
È questo l'ambiente in cui cresce Campbell che frequenta la Alfred E. Smith Career and Technical Education High School; qui la sua altezza, l'ossatura, e il comportamento sul campo da basket spingono gli altri ragazzi a soprannominarlo "Hercules". Cominciò a frequentare una crew di graffiti chiamata gli Ex-Vandals, prendendo il nome "Kool Herc".
Herc ricorda di aver convinto suo padre a comprargli una copia di Sex Machine di James Brown, un disco che avevano talmente in pochi che, per sentirlo, molti andavano regolarmente a casa sua dopo la fine delle lezioni. Campbell e sua sorella Cindy iniziarono a organizzare delle feste back-to-school nella sala comune del palazzo in cui vivevano, al 1520 di Sedgwick Avenue. Il primo soundsystem di Herc consisteva in due giradischi, un doppio amplificatore con due canali per chitarra e altoparlanti PA, su cui suonò dischi come Give It Up or Turnit a Loose di James Brown, It's Just Begun dei The Jimmy Castor Bunch's e Melting Pot di Booker T & the MG's. Mentre i locali del Bronx erano afflitti dalla minaccia delle gang di strada e i DJ dei quartieri alti suonavano per un pubblico con aspirazioni diverse, le feste di Herc rappresentavano un'alternativa a entrambi e riuscivano a coinvolgere sempre un grande pubblico.

### Il break

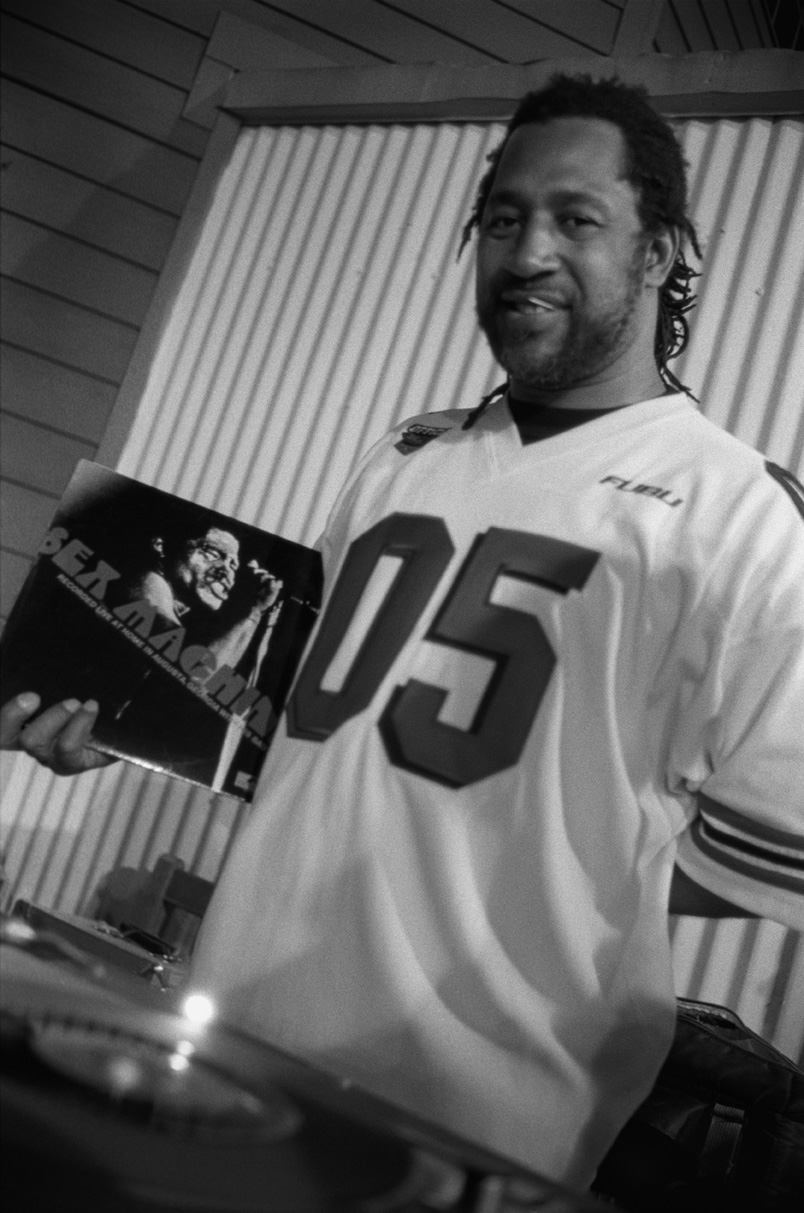
Herc nel 1999 con in mano una copia dell'album Sex Machine di James Brown

Durante queste feste a Sedgwick Avenue, DJ Kool Herc ha sviluppato quello stile che è poi diventato un modello per la musica hip hop. Herc utilizzava il disco per focalizzare una sola parte - caratterizzata dalla presenza di percussioni isolate - detta "il break". Questa parte del brano era quella più apprezzata dai ballerini, quindi Herc cominciò ad isolarla, risuonarla e, in seguito, prolungarla. Appena un disco raggiungeva la fine del break, Herc rimandava l'altro disco dall'inizio del break estendendo in tal modo una parte relativamente piccola di un disco in un "cinque minuti di loop di furore". Questa innovazione ha le sue radici in quello che Herc chiama "Merry-Go-Round" ("La giostra"), un insieme di break ripetuti durante una festa. Herc introdusse per la prima volta il Merry-Go-Round nel 1972. La prima Merry-Go-Round di cui si è a conoscenza era caratterizzata dall'utilizzo del disco di James Brown Give It Up or Turnit a Loose (con il suo ritornello: «Now clap your hands! Stomp your feet!»). Kool Herc ha contribuito a sviluppare lo stile di rime dell'hip hop accompagnando la musica registrata con frasi gergali dal microfono: «Rock on, baby», «B-boys, b-girls, are you ready? Keep Rock Steady». Tutti questi contributi fanno di Herc il "padre fondatore dell'hip hop", un "nascente eroe culturale".
Secondo il giornalista musicale Stephen Ivory, nel 1973, Herc era solito mettere sui piatti dei giradischi due copie dell'album Sex Machine di James Brown e poi eseguiva un esteso lavoro di montaggio "taglia e cuci" sul break percussivo della traccia Give It Up or Turnit a Loose, sancendo di fatto la nascita dell'hip hop.
Nel 1975 grazie alla sua reputazione di DJ, alla sua imponente statura e al carisma, Herc divenne molto popolare nel Bronx. Iniziò a suonare in alcuni locali vicini come Twilight Zone, Hevalo, Sparks, Executive Playhouse, PAL sulla 183rd Street, e in scuole superiori come il Dodge e il Taft. Fu in questo periodo che chiamò a svolgere le funzioni di MC l'amico di vecchia data Coke La Rock e Theodore Puccio. Al collettivo di Herc, conosciuto con il nome The Herculoids, si aggiunsero poi Clark Kent e i ballerini The Nigga Twins. Herc portò quindi il suo sistema di amplificazione (The Herculords) — ancora leggendario per la sua potenza di volume— all'esterno diffondendo la sua musica nelle strade e nei parchi del Bronx.

### B-boys & b-girls

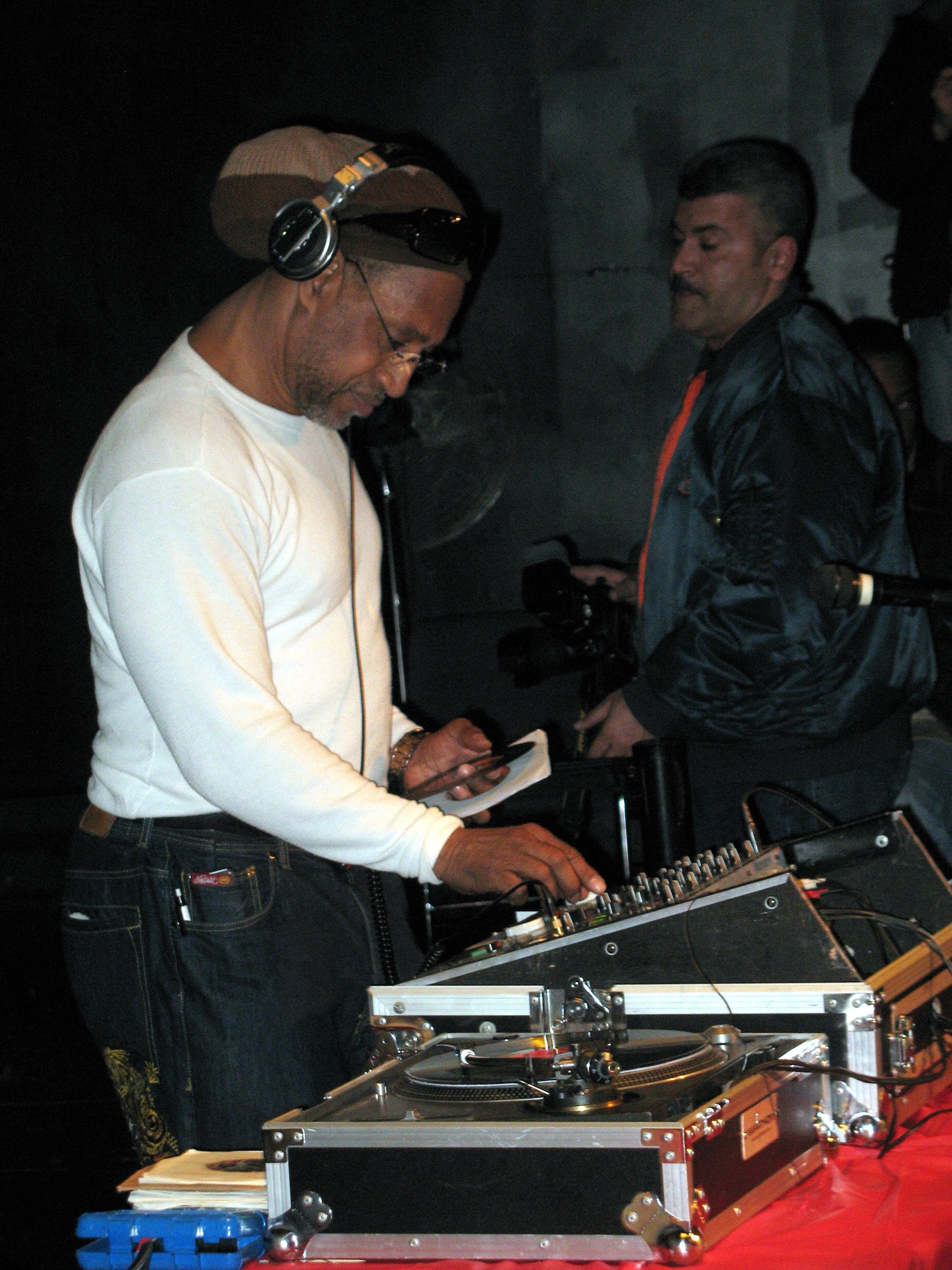

I "b-boys" e le "b-girls" erano i ballerini che danzavano (spesso in strada) sui ritmi di Herc, definiti "breaking". Herc ha fatto notare che il termine "breaking" era anche uno slang di strada dell'epoca per indicare "eccitazione", "agire energeticamente" o "causare disturbo". Herc coniò i termini "b-boy", "b-girl" e "breaking" che divennero parte integrante del lessico della nascente cultura hip hop.
Nei primi anni ottanta, i mass media cominciarono a chiamare questo stile di ballo "breakdance", che nel 1991 il New York Times definì "un'arte innovativa tanto quanto altre forme di danza mainstream come il balletto e il jazz".

### Influenza e declino
Nel 1975 il giovane Grandmaster Flash, per il quale Kool Herc era, nelle sue parole, "un eroe", cominciò a fare il DJ nello stile di Herc. Nel 1976, Flash e i suoi MC The Furious Five si esibirono nell'Audubon Ballroom a Manhattan. Tuttavia, i proprietari dei locali erano spesso nervosi per le folle di giovani ribelli, e presto rimandarono l'hip hop nei club, nei centri sociali e nelle palestre delle scuole superiori del Bronx.
Afrika Bambaataa ascoltò Kool Herc per la prima volta nel 1973. Bambaataa, all'epoca un membro importante della gang Black Spades del Bronx, ottenne il proprio impianto stereo nel 1975 e cominciò la professione di DJ imitando lo stile di Herc, convertendo i suoi seguaci alla non-violenza nella Zulu Nation. Lo scrittore e regista Steven Hager scrisse di questo periodo:
Nel 1979 la dirigente discografica Sylvia Robinson, fondatrice dell'etichetta Sugar Hill Records, mise insieme un gruppo da lei chiamato The Sugarhill Gang e fece registrare loro il pezzo Rapper's Delight, che uscito su singolo fu la prima canzone hip hop ad avere successo nelle classifiche. Entro la fine dell'anno, Grandmaster Flash fu messo sotto contratto dalla Enjoy Records. Nel 1980, Afrika Bambaataa cominciò a registrare per la Winley Records. Nel frattempo, la stella di DJ Kool Herc iniziava a svanire. Dopo essere stato seriamente ferito durante il tentativo di sedare una rissa in un locale dove si stava esibendo, Kool Herc si ritirò dalla scene e finì per lavorare in un negozio di dischi nel South Bronx. Nel 1984 apparve nel film Beat Street (Orion, 1984) nella parte di se stesso.

### Anni successivi
Nella metà degli anni ottanta, suo padre morì, e Herc divenne dipendente dal crack. «Non ce la facevo più, così ho iniziato a curarmi», egli disse di quel periodo. Riuscì in seguito a disintossicarsi nella metà degli anni novanta.
Nel 1994 Herc si esibì nell'album Super Bad di Terminator X, e nel 1997 collaborò alla traccia Elektrobank dei The Chemical Brothers. Nel 2005 scrisse la prefazione del libro sull'hip hop Can't Stop Won't Stop di Jeff Chang, e apparve nel video musicale della canzone Top 5 (Dead or Alive) di Jin. Nel 2006, è stato coinvolto nella commemorazione dell'Hip Hop presso lo Smithsonian Institution. Nel maggio del 2019 ha finalmente pubblicato il suo primo album discografico (in collaborazione con il DJ/produttore Mr. Green) intitolato Last of the Classic Beats.

## Discografia

### Album in studio
- 2019 – Last of the Classic Beats (con Mr. Green)

### Collaborazioni
- Terminator X – Herc's Message in Super Bad (1994)[14]
- The Chemical Brothers – Elektrobank in Dig Your Own Hole (1997)[15]
- Substantial – Sacrifice in Sacrifice (2008)[16]